# VR-Bank Rhein-Sieg
Die VR-Bank Rhein-Sieg mit Sitz in Siegburg war eine regional agierende Bank in der Rechtsform einer eingetragenen Genossenschaftsbank. In 18 Geschäftsstellen in den Städten Troisdorf, Lohmar, Siegburg, Niederkassel und Sankt Augustin und in den Gemeinden Neunkirchen-Seelscheid, Much und Ruppichteroth waren im Jahr 2021 396 Mitarbeiterinnen und Mitarbeiter beschäftigt.

## Finanzverbund
Die VR-Bank Rhein-Sieg gehörte dem Genossenschaftsverband – Verband der Regionen an. Folgende Verbundpartner waren zugehörig:
- Bausparkasse Schwäbisch Hall
- R+V Versicherung AG
- DZ Hyp
- Deutsche Immobilien Fonds AG (DIFA)
- DZ-Bank
- Münchener Hypothekenbank
- Fondsgesellschaft Union Investment
- VR Smart Finanz

## Geschichte
Die VR-Bank Rhein-Sieg war im Jahr 2000 durch die Fusion der Raiffeisenbank Rhein-Sieg mit der Volksbank-Raiffeisenbank Siegburg entstanden.
Mit der Gründung von Spar- und Darlehenskassen sowie Volksbanken in der Region wurde bereits Ende des 19. Jahrhunderts der Grundstein der Unternehmensgeschichte gelegt. Durch eine Vielzahl von Zusammenschlüssen reduzierte sich die Anzahl der ehemals sechzehn eigenständigen Banken über die Jahre.
Im Jahre 2016 fusionierte die VR-Bank Rhein-Sieg eG mit der Raiffeisenbank Much-Ruppichteroth eG und im Jahre 2017 mit der Raiffeisenbank Sankt Augustin eG. Im Juni 2022 (rückwirkend zum 1. Januar 2022) verschmolz die Bank mit der VR-Bank Bonn zur VR-Bank Bonn Rhein-Sieg.

## Gesellschaftliches Engagement
Im Jahr 2021 verteilte die VR-Bank ca. 290.000 Euro in Form von Spenden und Sponsoring an Vereine und soziale Institutionen. Darüber hinaus förderte die Bank Vereine und gemeinnützige Einrichtungen in der Region über ihre Crowdfundingplattform.